# Castelo de Karlstein

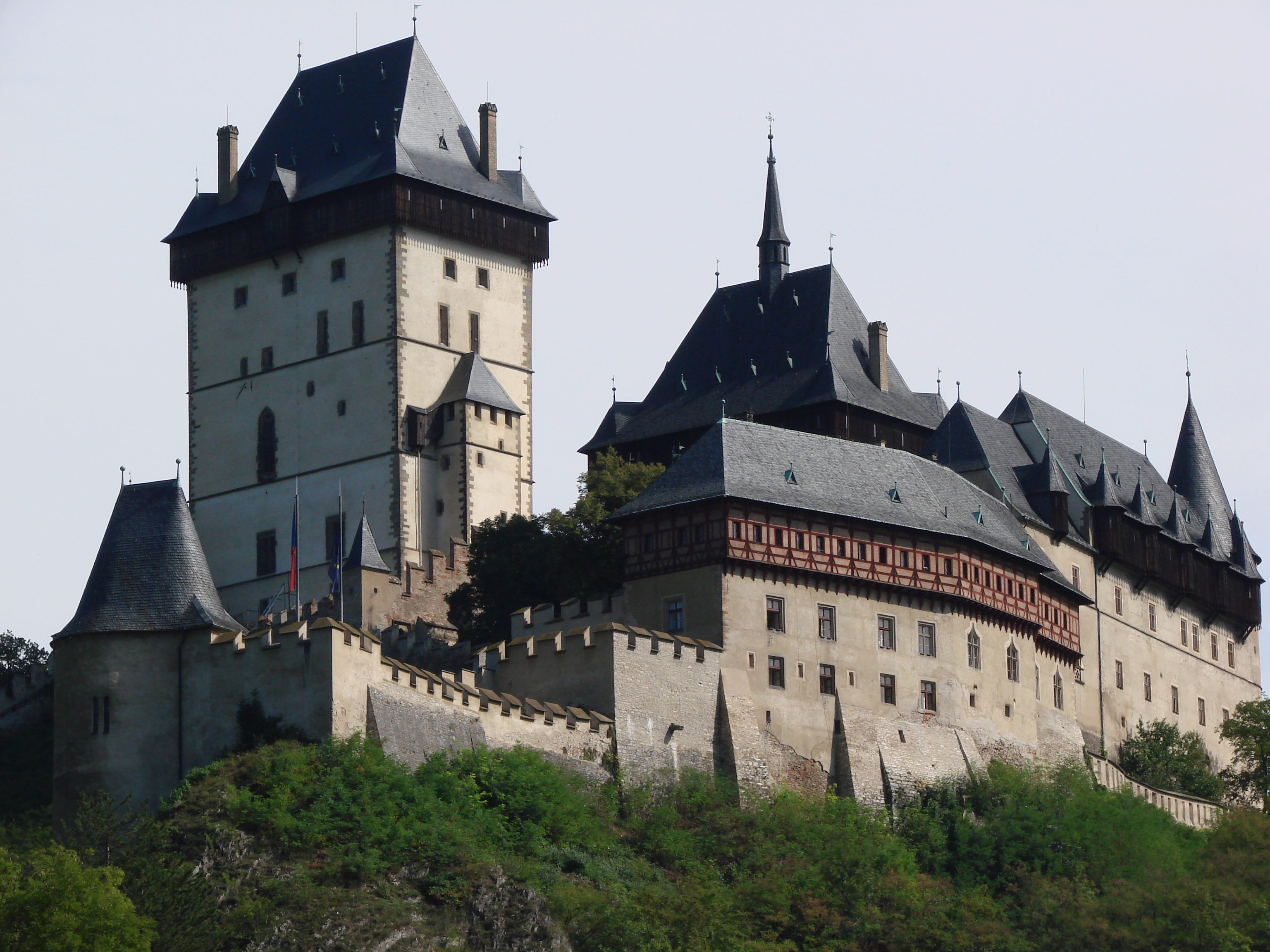
Castelo de Karlštejn.

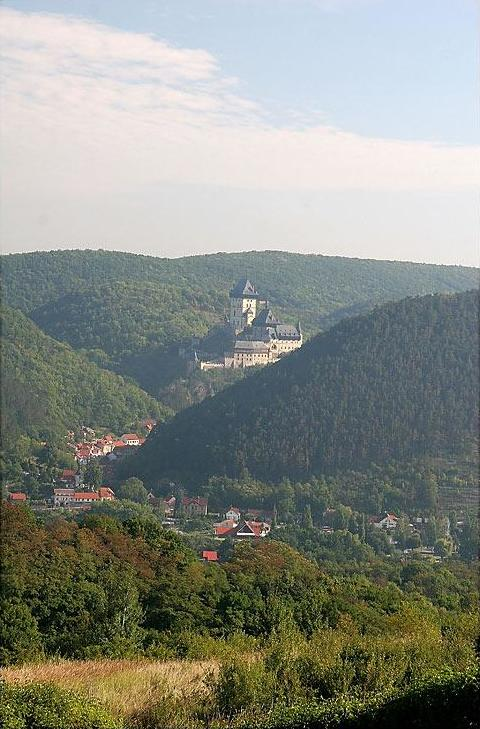
Karlštejn Castelo e vila.
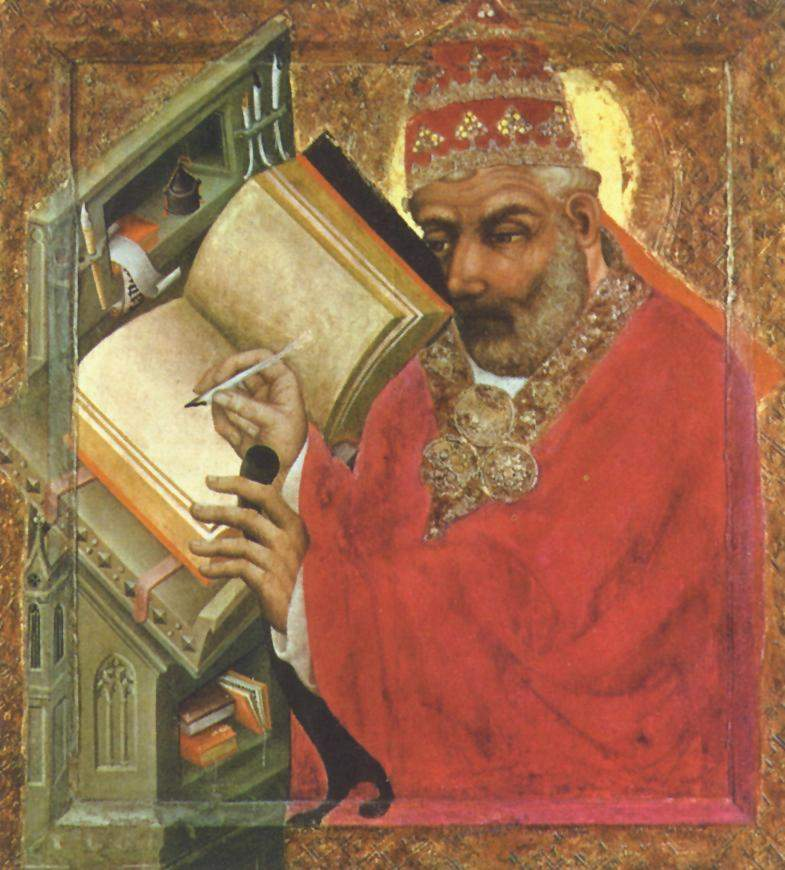
Papa Gregório I, by Teodorico de Praga, 1360-65, Capela da Santa Cruz.
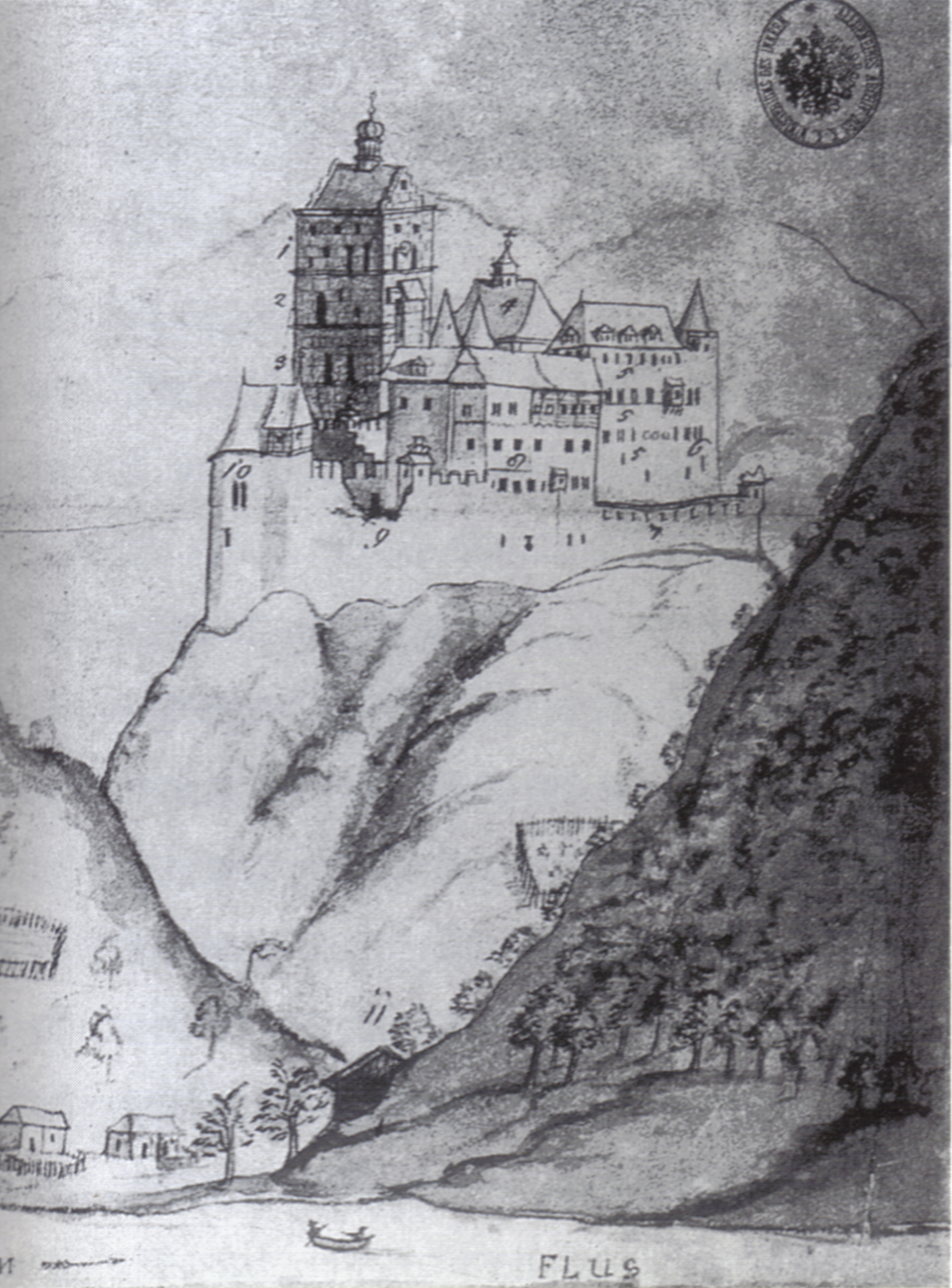
Antigos representação, a partir de 1720.
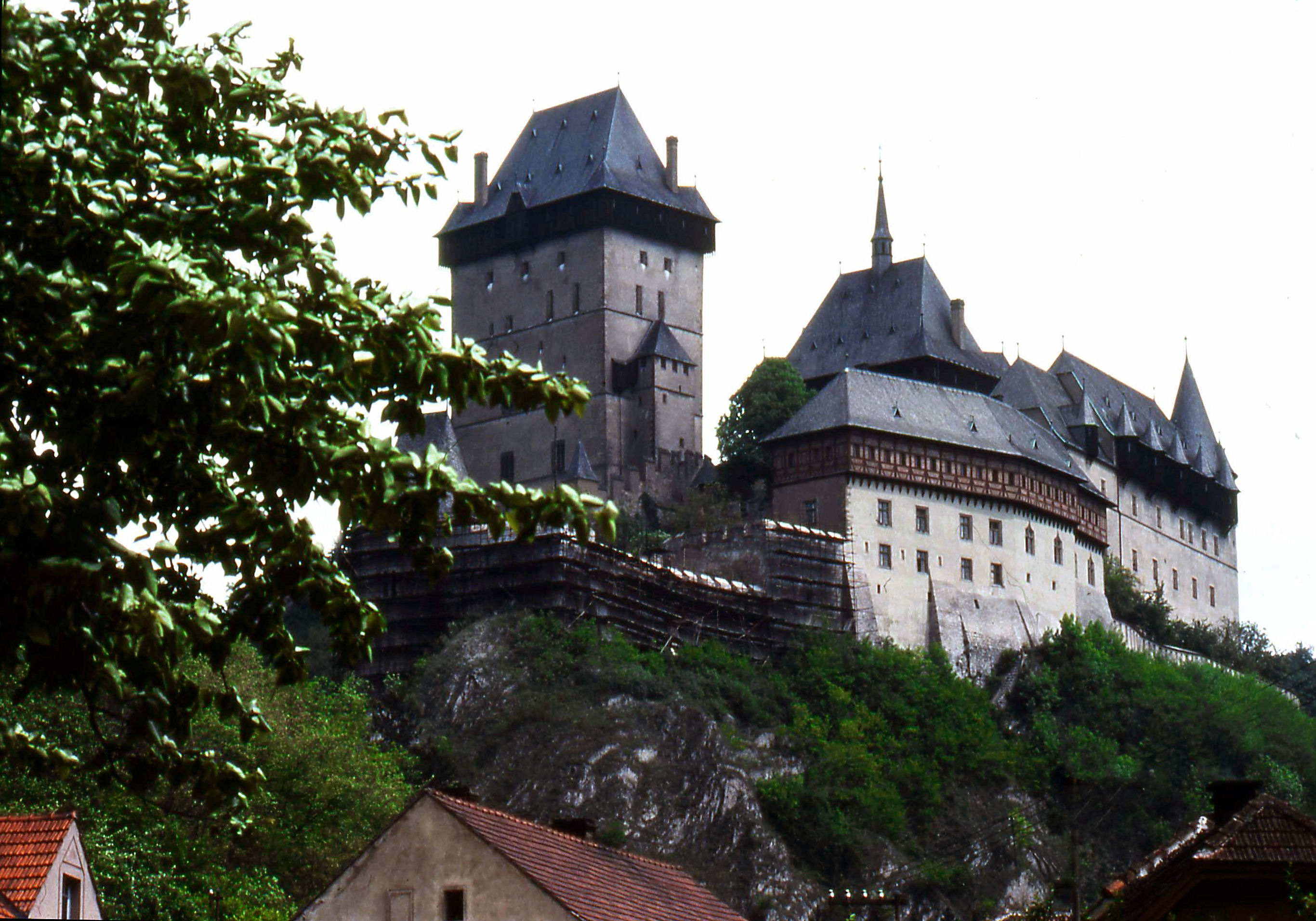
Karlštejn em 1976.
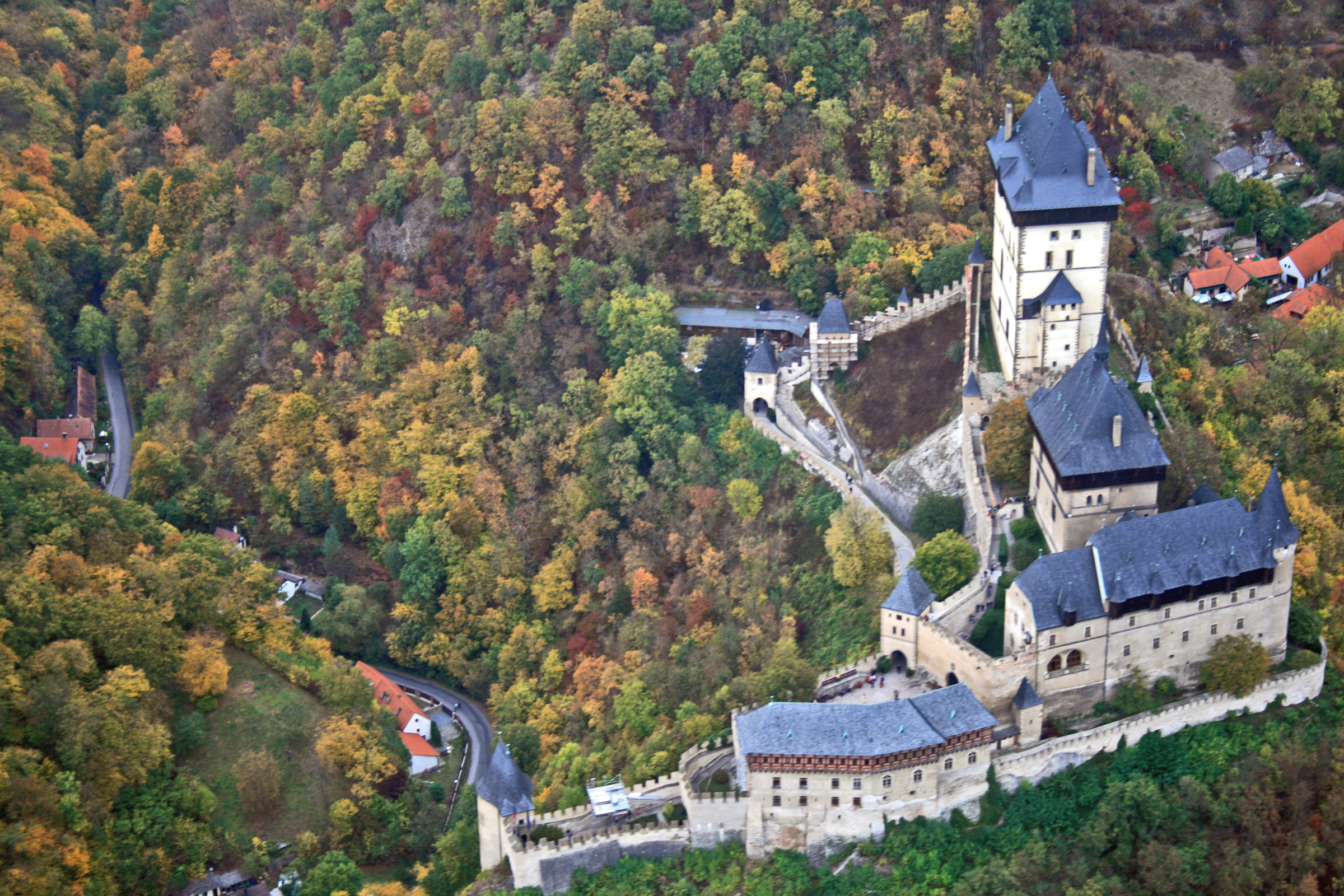
Vista aérea
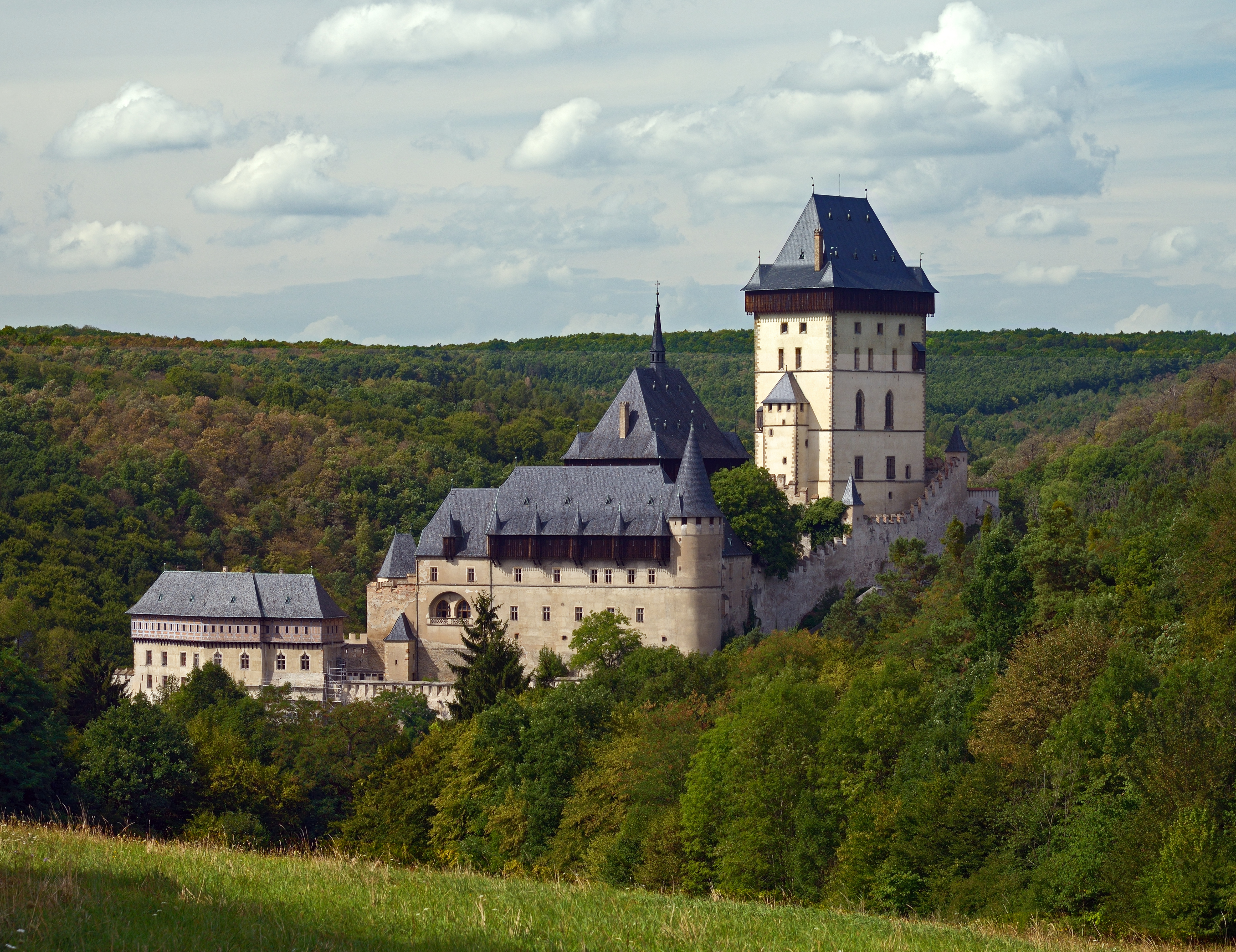
Vista do monte

Castelo de Karlštejne, Castelo de Karlstein' (em alemão:  Burg Karlstein, em tcheco/checo:  Hrad Karlštejn) é um grande gótico castelo fundado em 1348 AD por Carlos IV, Sacro Imperador Romano eleito e Rei da Boêmia. O castelo serviu como local para a guarda  das jóias, relíquias de santos e outros tesouros reais, assim como a Regalia Imperial e para se eleger o Rei da Boêmia.
Localizado a cerca de 30 km a sudoeste de Praga acima do vilarejo chamado Karlštejn, é um dos castelos mais famosos e mais visitados do República Checa.